# (214820) Faustocoppi
(214820) Faustocoppi ist ein Asteroid des mittleren Hauptgürtels, der von dem italienischen Amateurastronomen Vincenzo Silvano Casulli am 14. November 2006 am Observatorium im Ortsteil Vallemare (IAU-Code A55) der Gemeinde Borbona in der Provinz Rieti entdeckt wurde. Sichtungen des Asteroiden hatte es vorher schon am 20. und 24. Oktober 2001 unter der vorläufigen Bezeichnung 2001 UT128 an der Lincoln Laboratory Experimental Test Site (ETS) in Socorro, New Mexico gegeben.
(214820) Faustocoppi wurde am 3. Dezember 2017 nach dem italienischen Radrennfahrer Fausto Coppi (1919–1960) benannt.